# Paul Erdős Award
Pour les articles homonymes, voir Erdős.
Le Paul Erdős Award, nommé d'après Paul Erdős, est décerné par la World Federation of National Mathematics Competitions pour ceux qui « ont joué un rôle significatif dans le développement des compétitions mathématiques à un niveau national ou international et qui ont stimulé l'enrichissement de l'enseignement des mathématiques ». Le prix est décerné tous les deux ans depuis 1996.
Deux autres prix portent le nom du mathématicien Paul Erdős : le prix Erdős, décerné par l'Union mathématique israélienne, et le prix Paul-Erdős remis par l'Académie hongroise des sciences.

## Lauréats
- 1992 :
  - Luis Davidson San Juan (en),  Cuba
  - Nikolay Konstantinov (en),  Russie
  - John Webb,  Afrique du Sud

- 1994 :
  - Ronald Dunkley,  Canada
  - Walter Mientka,  États-Unis
  - Urgengtserengiin Sanjmyatav,  Mongolie
  - Jordan Tabov,  Bulgarie
  - Peter Taylor,  Australie
  - Qiu Zonghu,  Chine

- 1996 :
  - George Berzsenyi,  États-Unis
  - Tony Gardiner (en),  Royaume-Uni
  - Derek Holton,  Nouvelle-Zélande

- 1998 :
  - Agnis Andzans (lv),  Lettonie
  - Wolfgang Engel (de),  Allemagne
  - Mark Saul,  États-Unis

- 2000 :
  - Francisco Bellot Rosado,  Espagne
  - István Reiman (hu),  Hongrie
  - János Surányi,  Hongrie

- 2002 :
  - Bogoljub Marinkovic,  Yougoslavie
  - Harold Braun Reiter,  États-Unis
  - Wen-Hsien Sun,  Taïwan

- 2004 :
  - Warren Atkins,  Australie
  - André Deledicq,  France
  - Patricia Fauring (en),  Argentine

- 2006 :
  - Simon Chua,  Philippines
  - Ali Rejali,  Iran
  - Alexander Soifer,  États-Unis

- 2008 :
  - Hans-Dietrich (Dieter) Gronau (de),  Allemagne
  - Bruce Henry,  Australie
  - Leou Shian,  Taïwan

- 2010 :
  - Rafael Sanchez-Lamoneda,  Venezuela
  - Yahya Tabesh,  Iran

- 2012 :
  - Cecil C. Rousseau,  États-Unis
  - Paul Vaderlind,  Suède

- 2014 :
  - Petar Kenderov,  Bulgarie
  - Jozsef Pelikan (hu),  Hongrie
  - Richard Rusczyk (en),  États-Unis

- 2016 :
  - Luis Caceres,  Porto Rico
  - David Christopher Hunt,  Australie
  - Kar-Ping Shum, Hong Kong,  Chine

- 2018 :
  - Bin Xiong,  Chine
  - David Monk,  Royaume-Uni
  - Carlos Gustavo Tamm de Araujo Moreira,  Brésil

- 2020[1] :
  - Gangsong Leng,  Chine
  - Jaromir Simsa,  Tchéquie
  - Jaroslav Svrcek (cs),  Tchéquie

- 2022
  - Géza Kós (hu),  Hongrie
  - Serguei Rukshin (ru),  Russie
  - Nairi Sedrakyan (en),  Arménie

- 2024
  - Angelo Di Pasquale,  Australie
  - Matjaz Zeljko,  Slovénie

## Source
- (en) Page officielle du prix